# 鄂齐尔图汗
鄂齐尔图汗（？—1680年），和硕特汗国固始汗的大哥拜巴嘎斯长子，固始汗远征青藏高原，留他坚守和硕特故地。他被授予鄂齐尔图彻辰汗，又称車臣汗（ᠰᠡᠴᠡᠨ
ᠬᠠᠨ  сэцэн хан），与准噶尔部的巴图尔珲台吉共为四衛拉特會盟（丘尔干）盟主。
鄂齐尔图汗知道和硕特部不如准噶尔部实力强大，开始与准噶尔部联姻。他的孙女阿努嫁给了巴图尔珲台吉的儿子僧格。僧格死后，阿奴又嫁给了僧格的弟弟噶尔丹。因为收容噶尔丹的叔叔楚琥尔乌巴什，二人闹翻。1675年，噶尔丹派兵击败鄂齐尔图汗，次年鄂齐尔图汗投降。清朝和俄国史书皆说噶尔丹将鄂齐尔图汗杀死，但蒙古文史料记载，鄂齐尔图彻辰汗此後一直居住在博尔塔拉，到1680年才去世。其子额尔德尼珲台吉、噶勒达玛、伊拉古克三班第达（喇嘛的封号，其本名不详）。
关于卫拉特人的结局，在准噶尔文献中这样记载：“车臣汗很善于预言。车臣汗在预测四卫拉特的前途时说，‘巴尔虎和布里亚特会成为俄罗斯人，辉特将会变成浩腾，我的同胞和硕特人会变成藏人和汉人，准噶尔将会吞并我。准噶尔将来是否变成汉族或浩腾，现在还说不清楚。”